# Gedenkteken Truus Wijsmuller-Meijer
Het Gedenkteken Truus Wijsmuller-Meijer is een artistiek kunstwerk in Amsterdam-Zuid.
Het bronzen portret dan wel borstbeeld van Truus Wijsmuller-Meijer is gemaakt in opdracht van de gemeente Amsterdam door kunstenaar Herman Diederik Janzen in 1964. Op 20 september 1965 werd het onthuld bij het Beatrixoord Ziekenhuis in de noordzoom van het Oosterpark. Het ziekenhuis werd geïnitieerd door Truus Wijsmuller-Meijer, ze voerde er ook kantoor. Het ziekenhuis werd in de loop van 1976 gesloopt en men vond geen goede plaats voor het beeld, dus de voormalige verzetsstrijder/politicus mocht het beeld mee naar huis nemen. In 1978 werd het na haar dood herplaatst in het perk van het Bachplein in Amsterdam Zuid; daar waar zij tijdens de Tweede Wereldoorlog afsprak met Joodse Amsterdammers die hulp nodig hadden. De wethouder van sociale zaken L.J. Kuyper kwam het beeld op 11 december 1978 onthullen. Onder de aanwezigen bevonden zich rabbijn David Lilienthal, (dan nog) raadslid Wim Polak, J. Stork namens de VVD en de Surinaamse ambassadeur W.F. van Eer.
Het portret/borstbeeld staat op een sokkel van travertijn.
Het beeld is op een van de schouders gesigneerd "J64". 

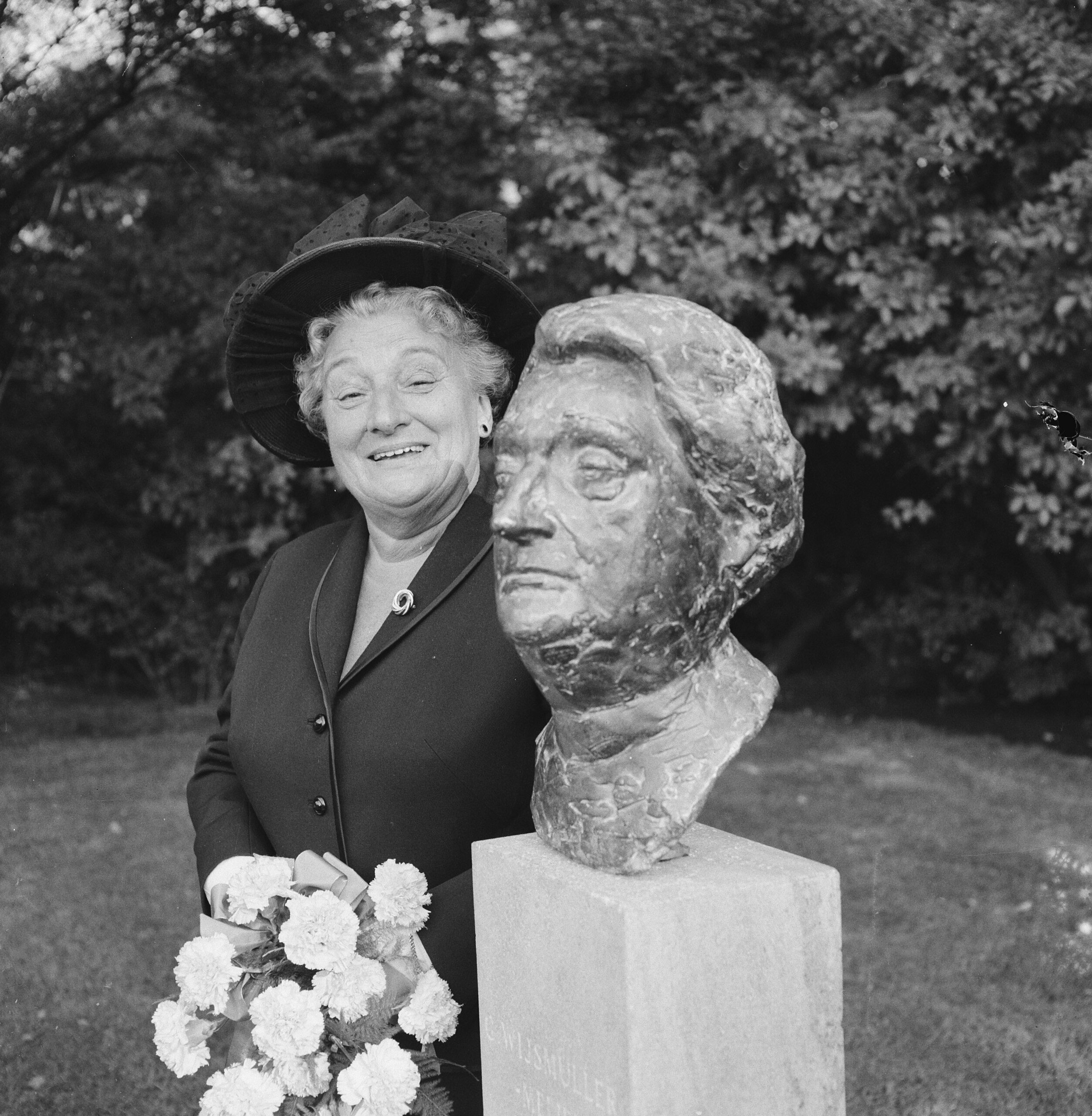
Truus Wijsmuller-Meijer bij haar buste (Oosterpark, 1965)

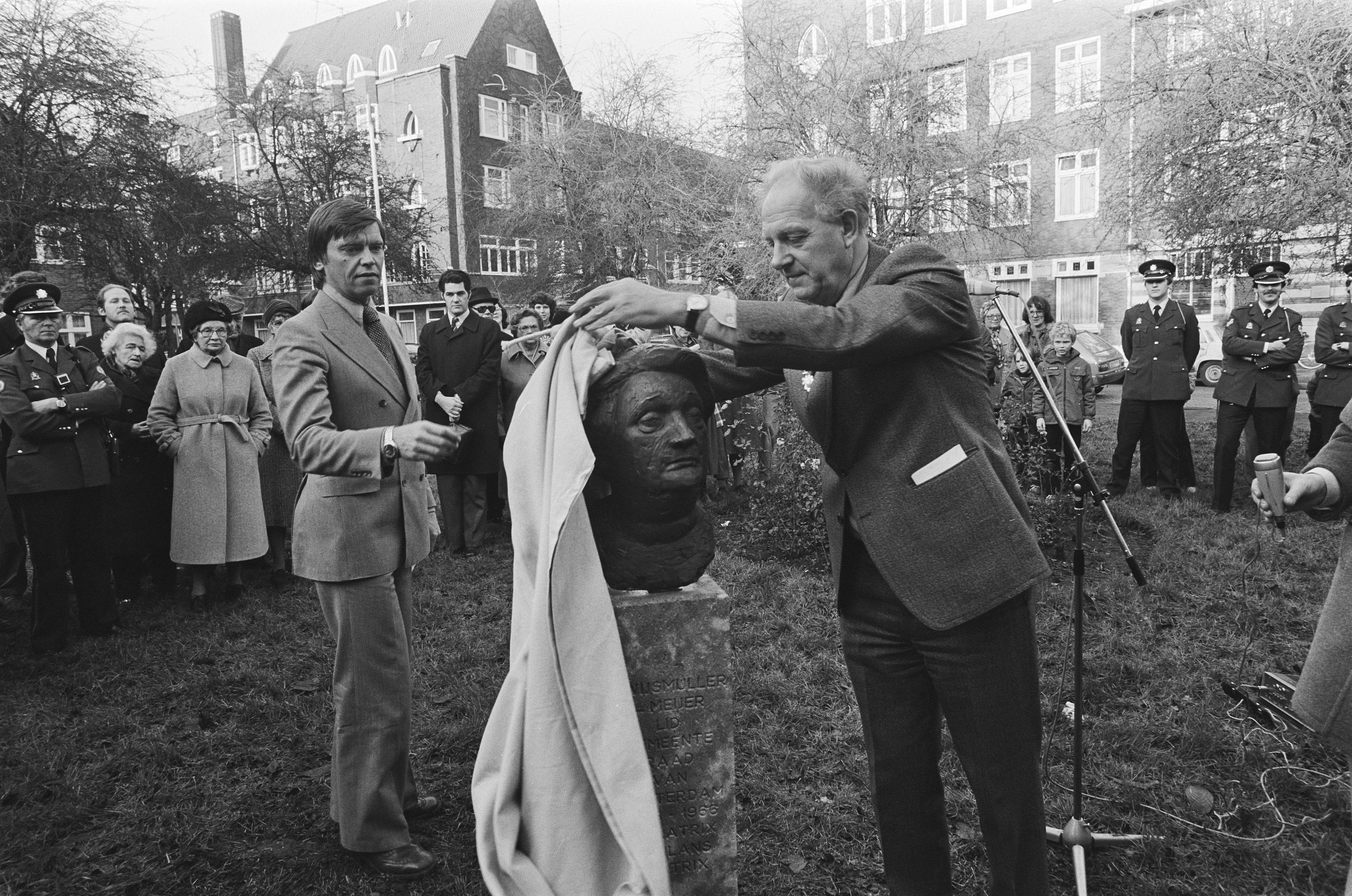
Onthulling in 1978

De sokkel vermeldt
G. Wijsmuller
Meijer
 Lid
 Gemeente
raad
van
 Amsterdam
 1945-1966 
Bellatrix
 Vigilans
 Beatrix.